# Benzozia Corona
La Benzozia Corona è una struttura geologica della superficie di Venere.